# Pablo Nájera
Pablo Miguel Nájera Bailón (Madrid, 30 ottobre 1998) è un hockeista su pista spagnolo.

## Carriera
Pur essendo di origini madrilene, è cresciuto sportivamente nel settore giovanile del Barcellona, il club hockeistico più titolato in Europa. Successivamente ha militato anche nel Vendrell e nel Reus Deportiu.
Nel 2021 si è trasferito in Italia, dove è stato ingaggiato dapprima dal Sarzana e poi dall'Amatori Lodi.

## Palmarès
- Campionato spagnolo: 2

Barcellona: 2014-2015, 2017-2018
- CERH European League: 1

Barcellona: 2017-2018
- Supercoppa di Spagna: 1

Reus Deportiu: 2019
- Coppa Italia: 1

Sarzana: 2021-2022